# پادم‌ها
پادُم‌ها (نام علمی: Podura) نام یک سرده از راسته پادم‌ریختان است.